# Homburg (chapeau)

Un homburg et une canne d'ivoire, collections du musée Hallwyl (Suède)

Intérieur d'un homburg, collections du musée Hallwyl

Le homburg est un couvre-chef masculin d'origine allemande popularisé depuis la fin du XIXe siècle. 

## Description
De forme arrondie, ce chapeau semi-rigide en feutre de laine se caractérise par une « gouttière » centrale sur le dessus, par un large gros-grain en soie et par un bord ourlé. Il est en général de couleur grise ou foncée.
Le homburg est considéré comme relativement « habillé », moins que le haut-de-forme mais plus que le fédora, et impose le port d'un costume. En principe, il ne comporte pas de creux latéraux, mais on peut pincer le tissu pour lui donner une allure plus décontractée.

## Histoire
Il doit son nom à la ville de Bad Homburg vor der Höhe, dans le Land de Hesse, d'où il est originaire. C'est lors de l'une de ses nombreuses cures dans cette ville, au cours des années 1890, que le prince de Galles, futur roi Édouard VII, découvrit ce chapeau. Il en rapporta un exemplaire et décida d'en lancer la mode.
Dans les années 1930, Anthony Eden porta si souvent le homburg en public que ce chapeau fut surnommé le « Eden » chez les tailleurs de Savile Row.
Le homburg connut un regain de popularité à la fin du XXe siècle, quand Al Pacino le porta dans le film Le Parrain 3 (1990), ce qui lui vaut parfois le sobriquet de « chapeau du Parrain ».
Certains Juifs orthodoxes portent le homburg, au bord plus large et de couleur noire.

## Galerie

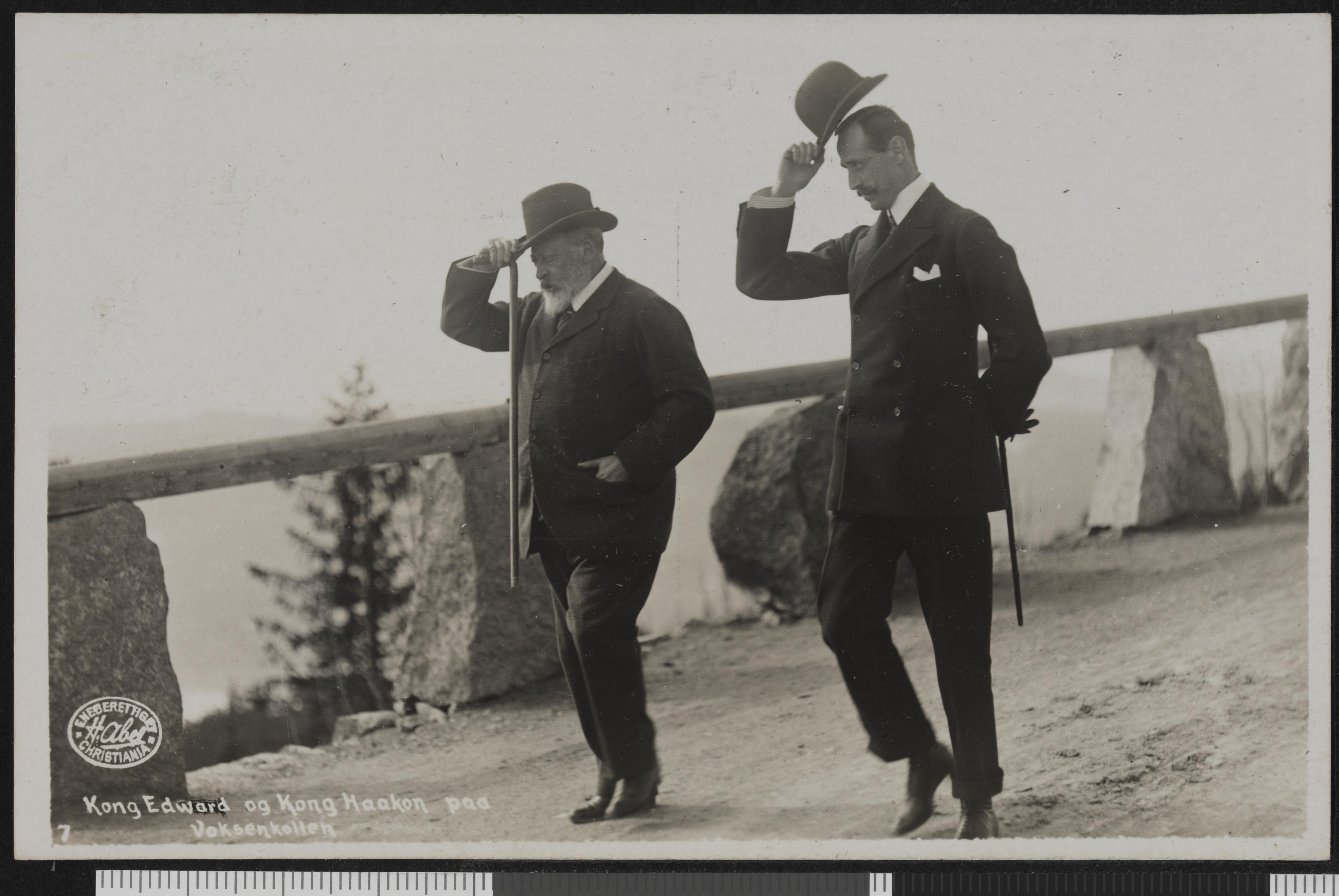
Édouard VII (homburg) et Haakon VII de Norvège (melon), 1908.
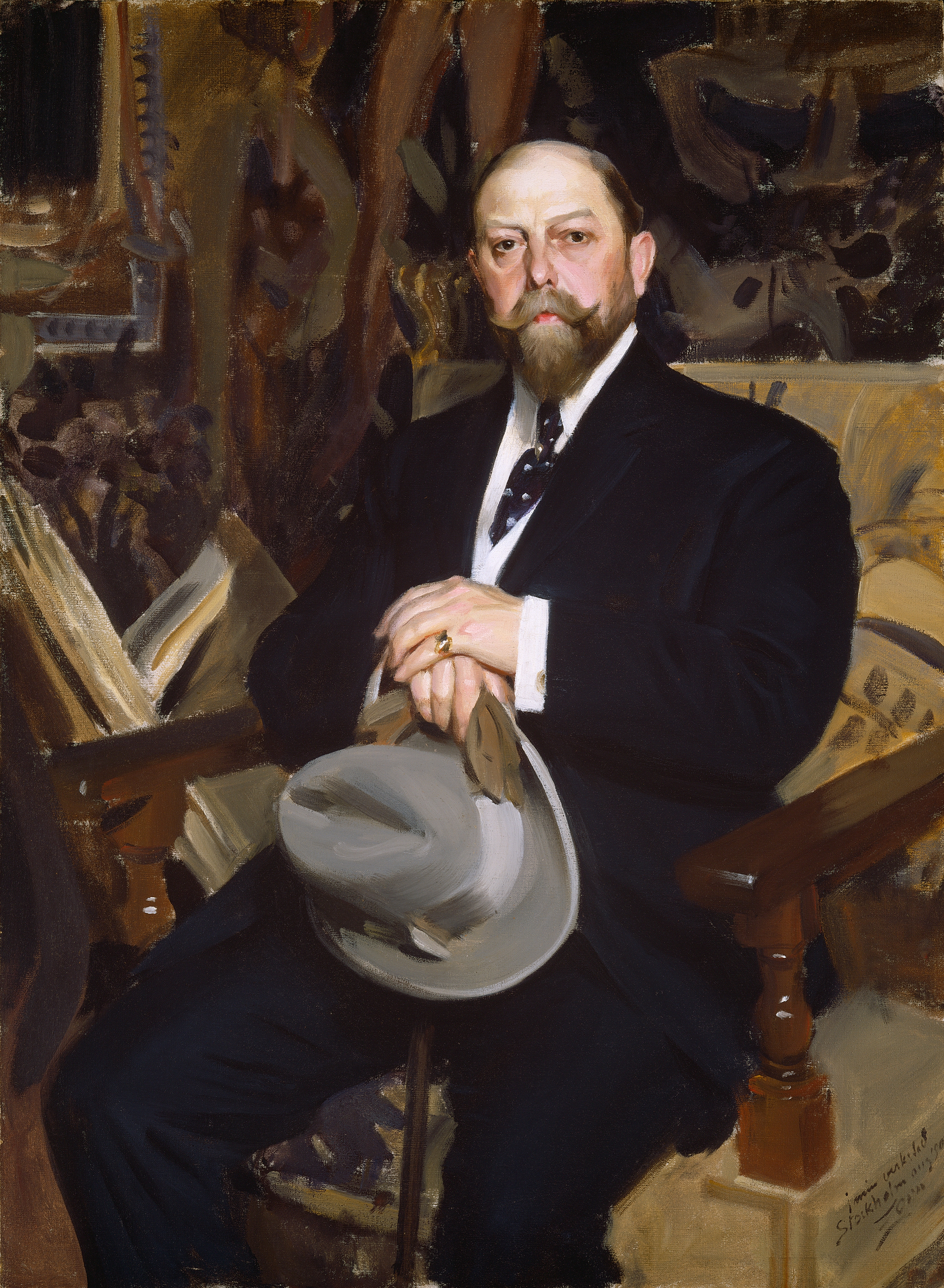
Anders Zorn, Portrait d'Hugo Reisinger, 1907.
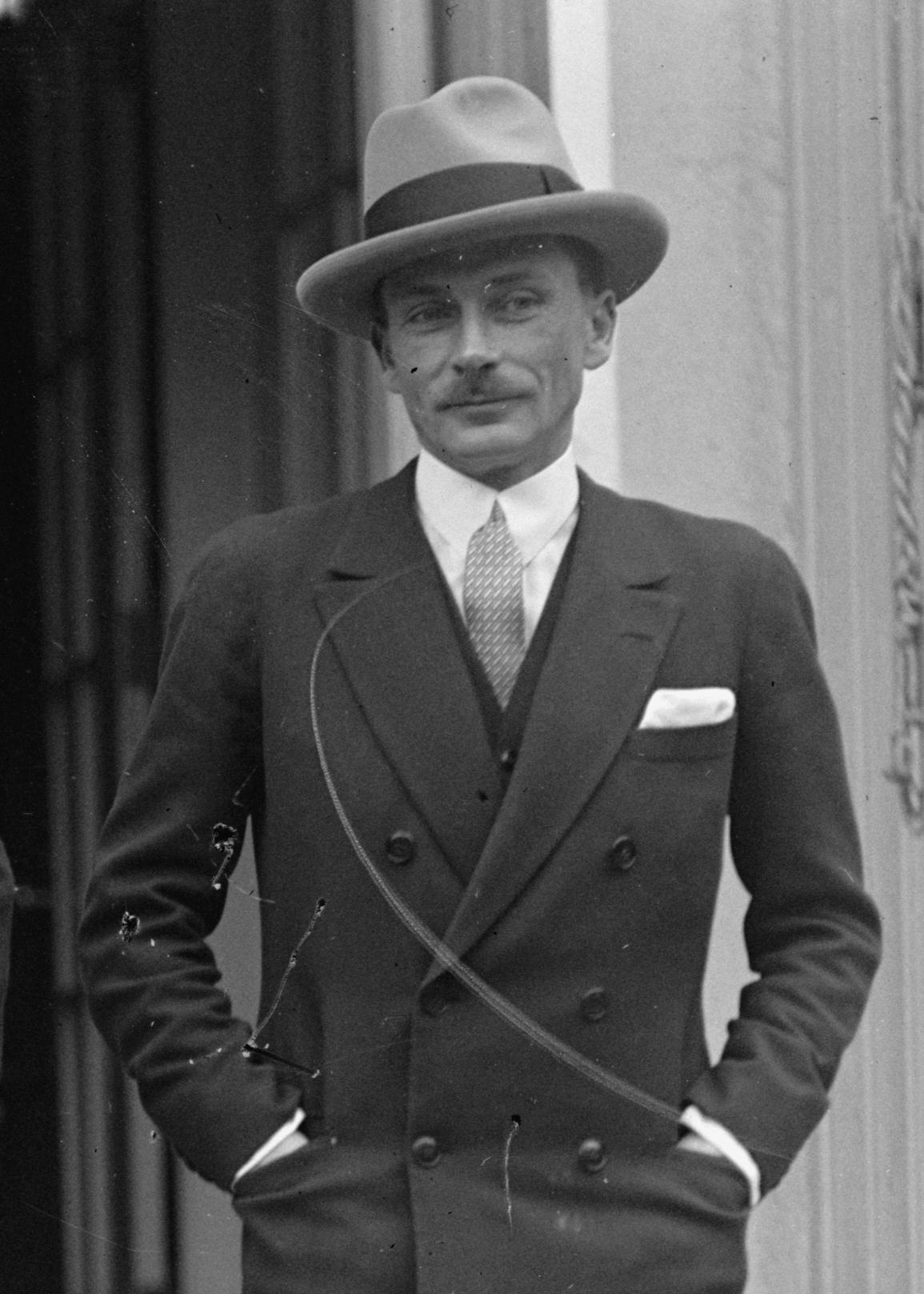
Lucien Lelong, 1925.
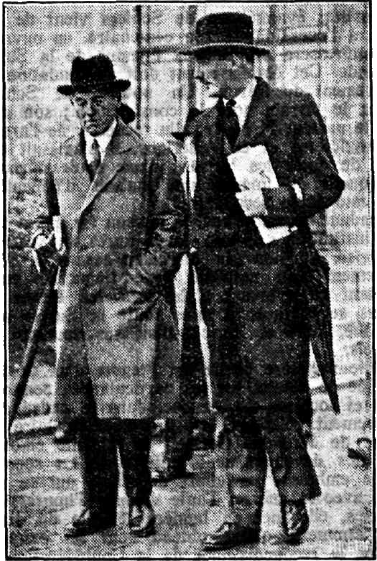
Anthony Eden (à dr.) et Lord Chatfield, 1937.
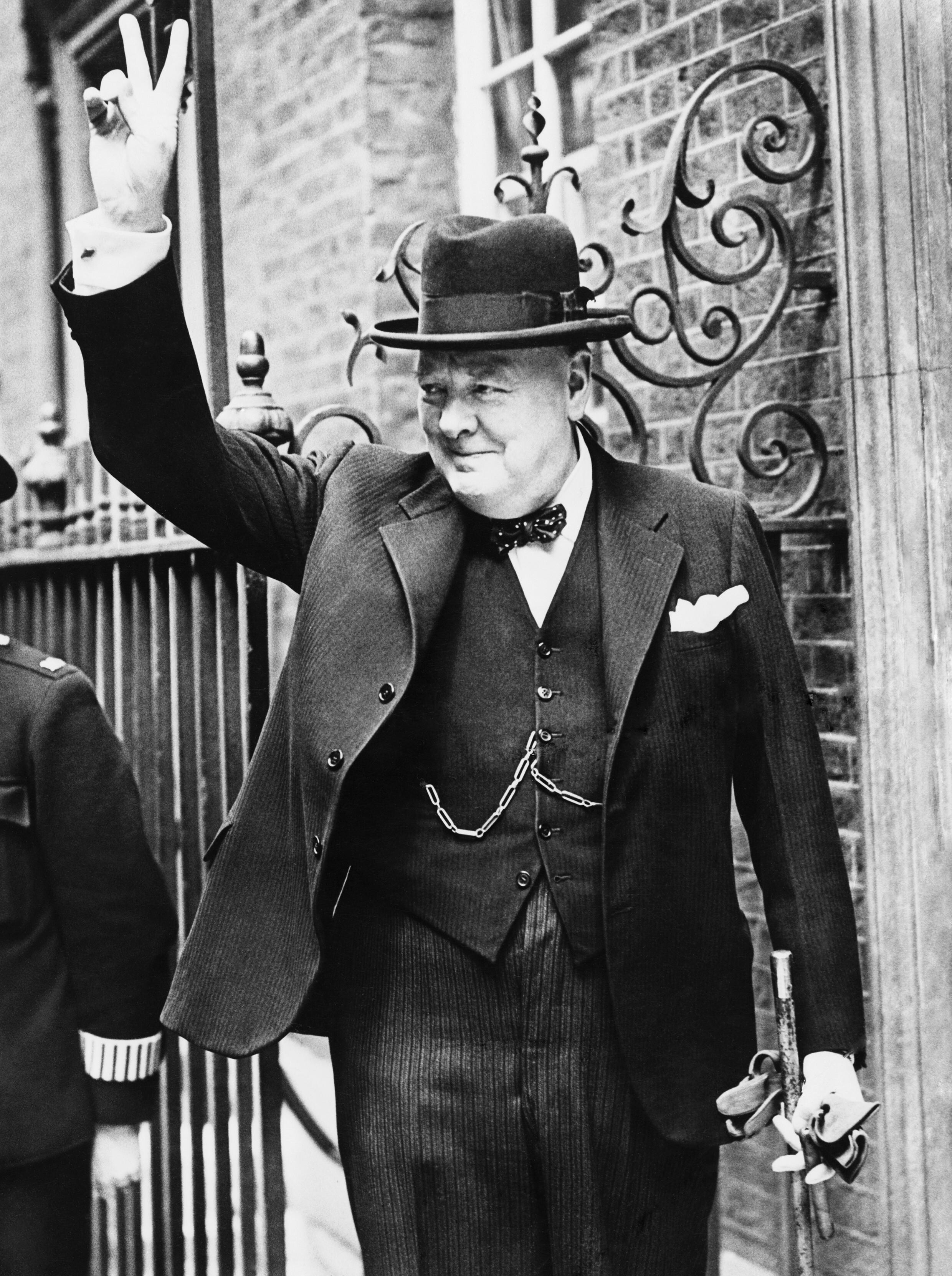
Winston Churchill faisant le  V de la victoire au 10 Downing Street, 1943.
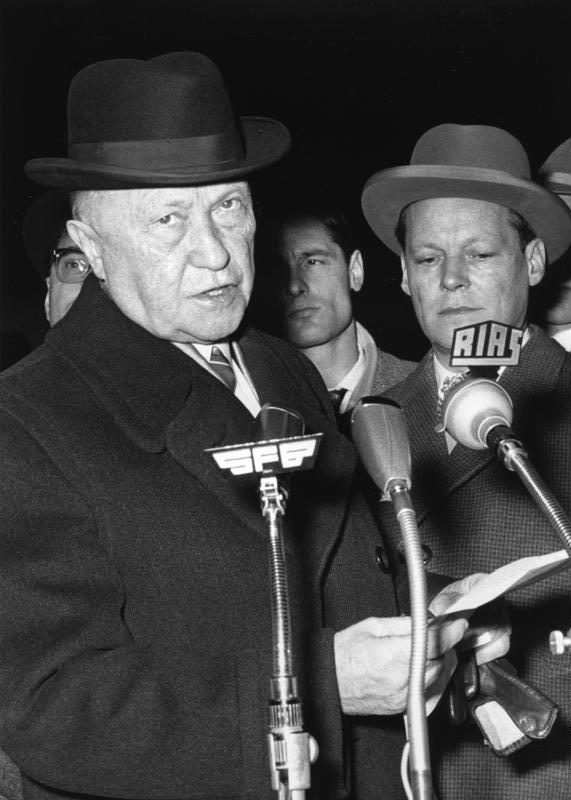
Konrad Adenauer et Willy Brandt, 1961.
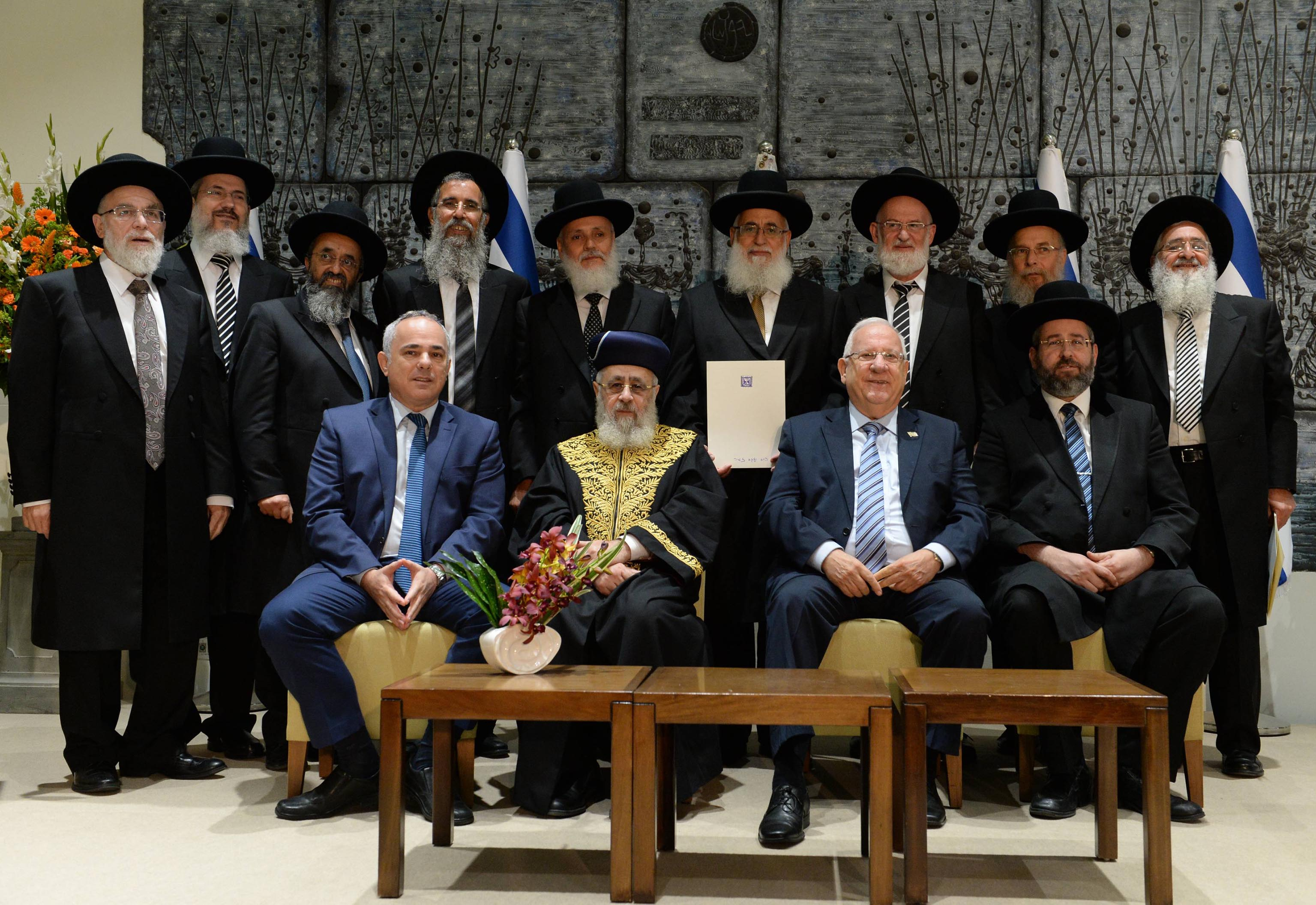
Juges du grand tribunal rabbinique, Jérusalem, 2016